# Haemaphysalis juxtakochi
Haemaphysalis juxtakochi är en fästingart som beskrevs av Cooley 1946. Haemaphysalis juxtakochi ingår i släktet Haemaphysalis och familjen hårda fästingar. Inga underarter finns listade i Catalogue of Life.